# سیارک ۲۳۲۸
سیارک ۲۳۲۸ (به انگلیسی: 2328 Robeson، نامگذاری:1972HW) دو هزار و سیصد و بیست و هشتمین سیارک کشف شده‌است که در ۱۹ آوریل ۱۹۷۲ کشف شد.
قدر مطلق سیارک برابر ۱۲٫۵۰ است.